# エアステア

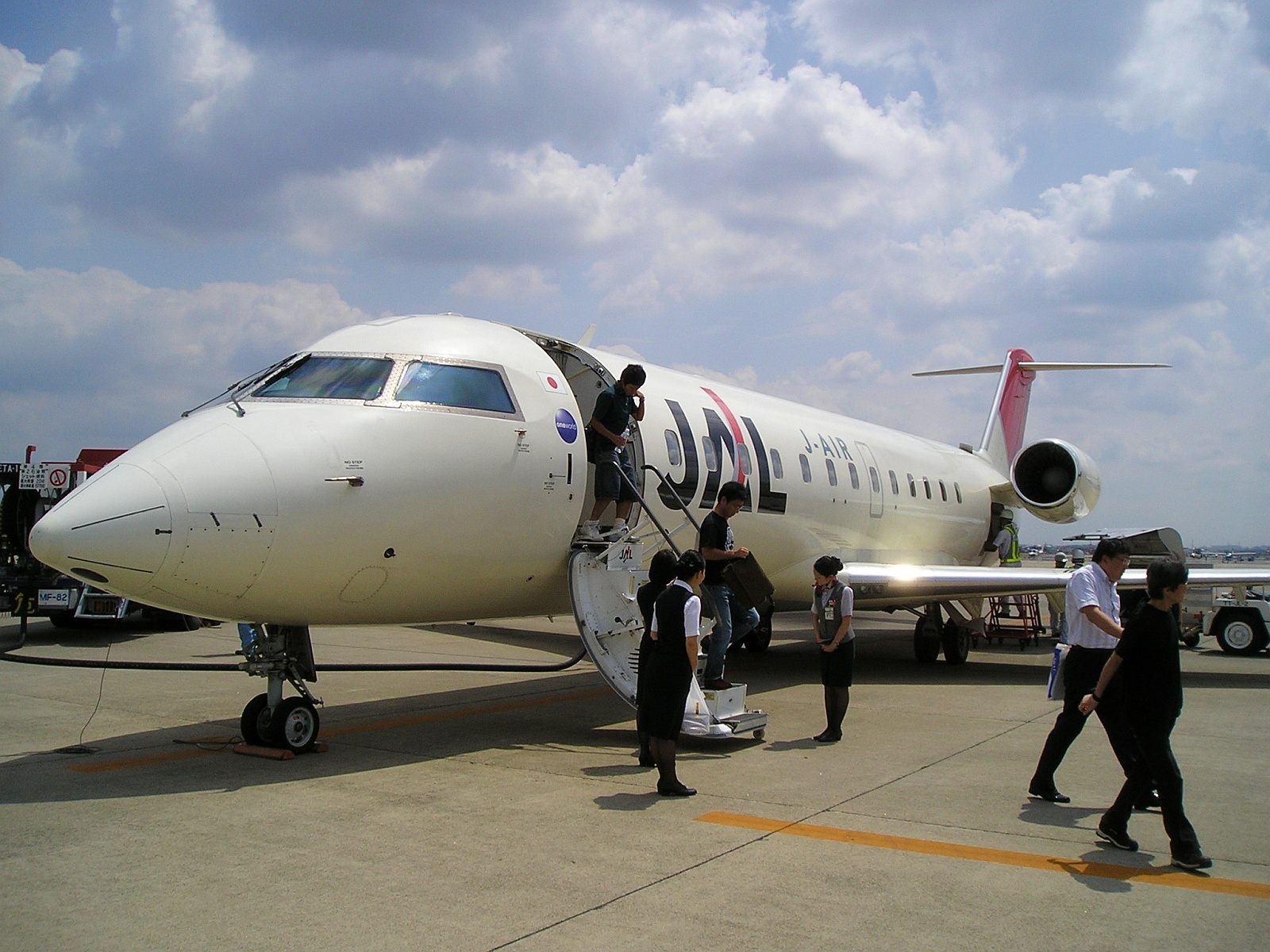
ジェイエアのボンバルディア CRJ、側面ドア一体型の最も一般的なエアステア

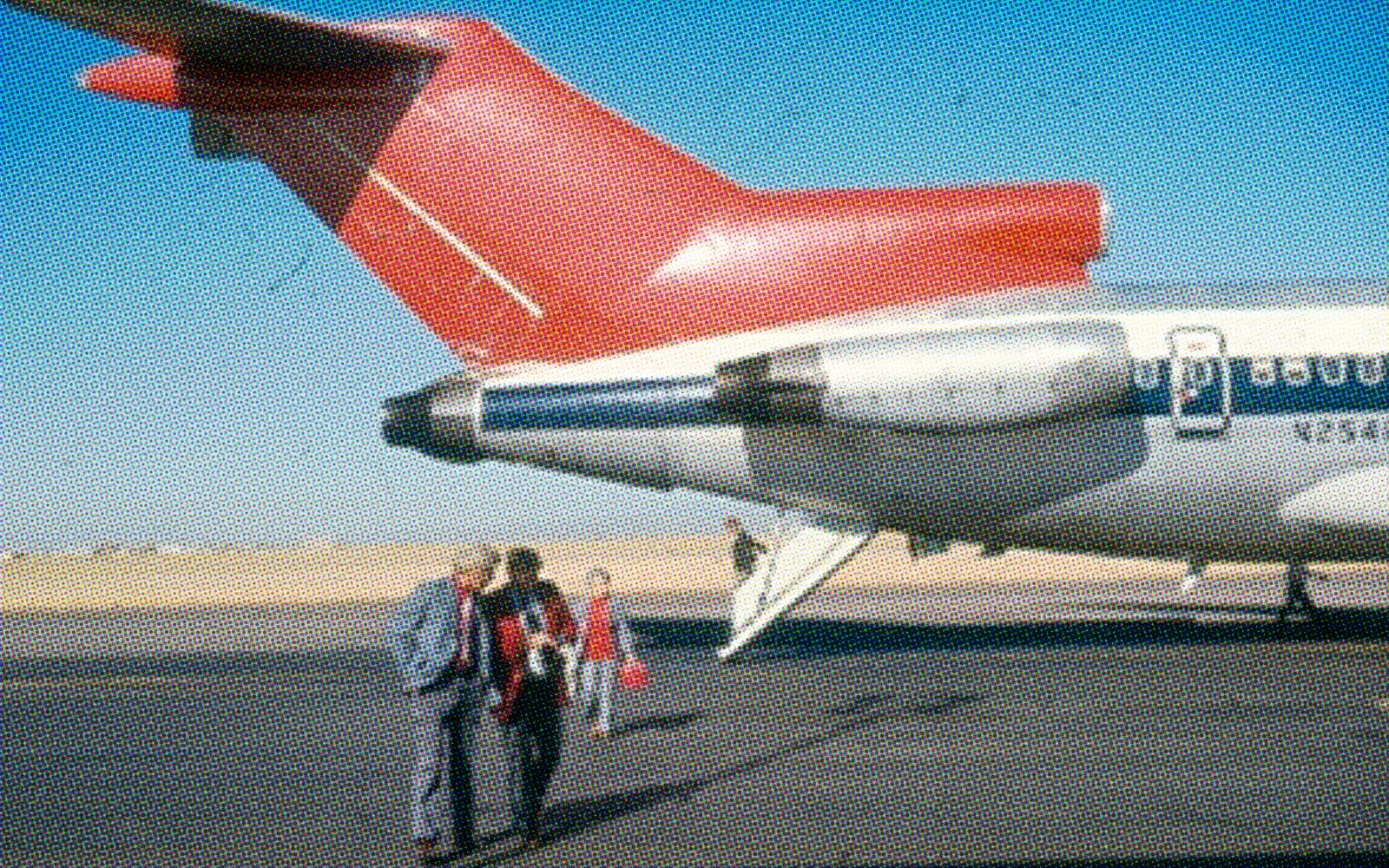
ノースウエスト航空のボーイング727のベントラル・ステア

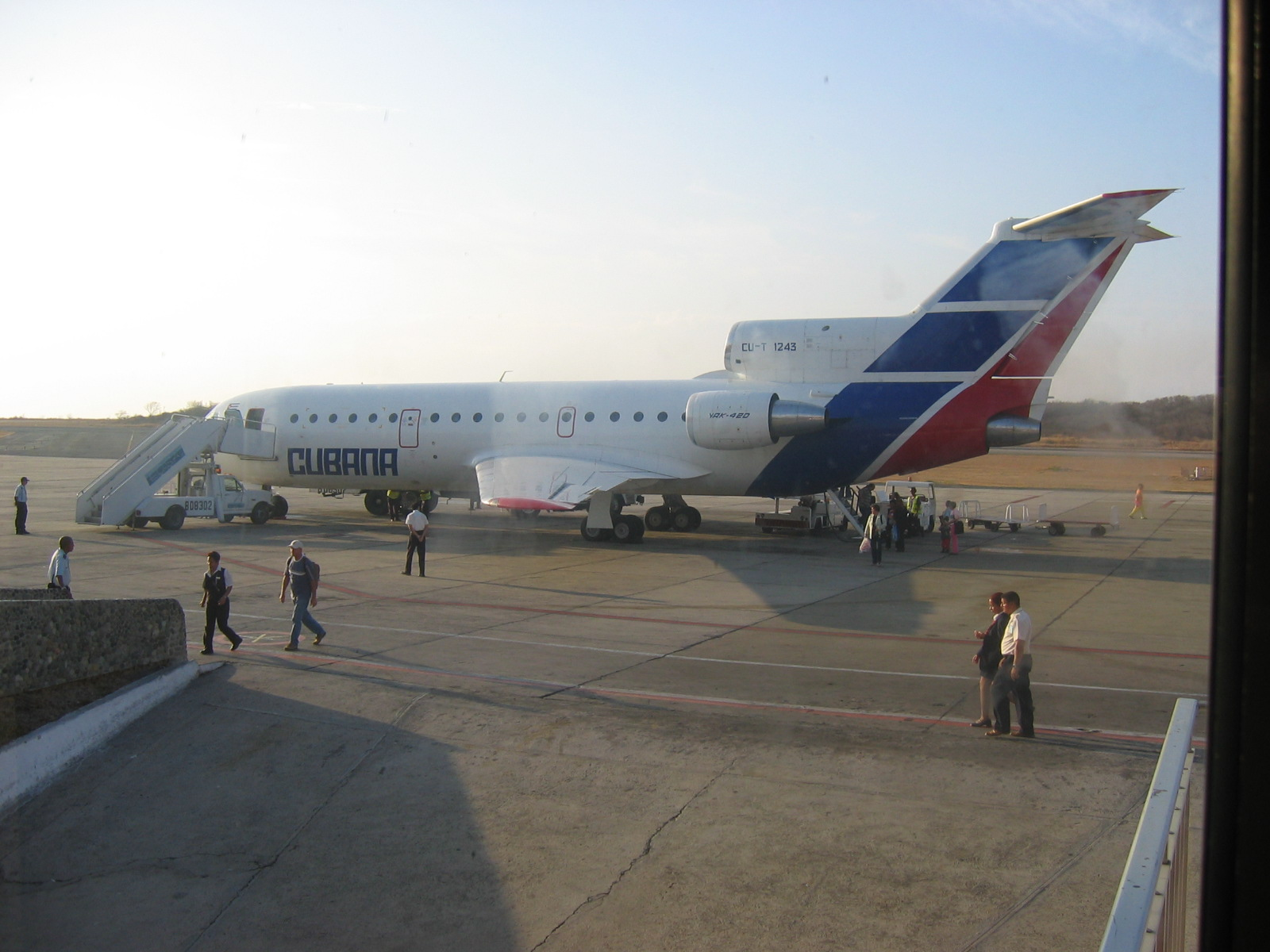
クバーナ航空のYak-42Dのベントラル・ステア

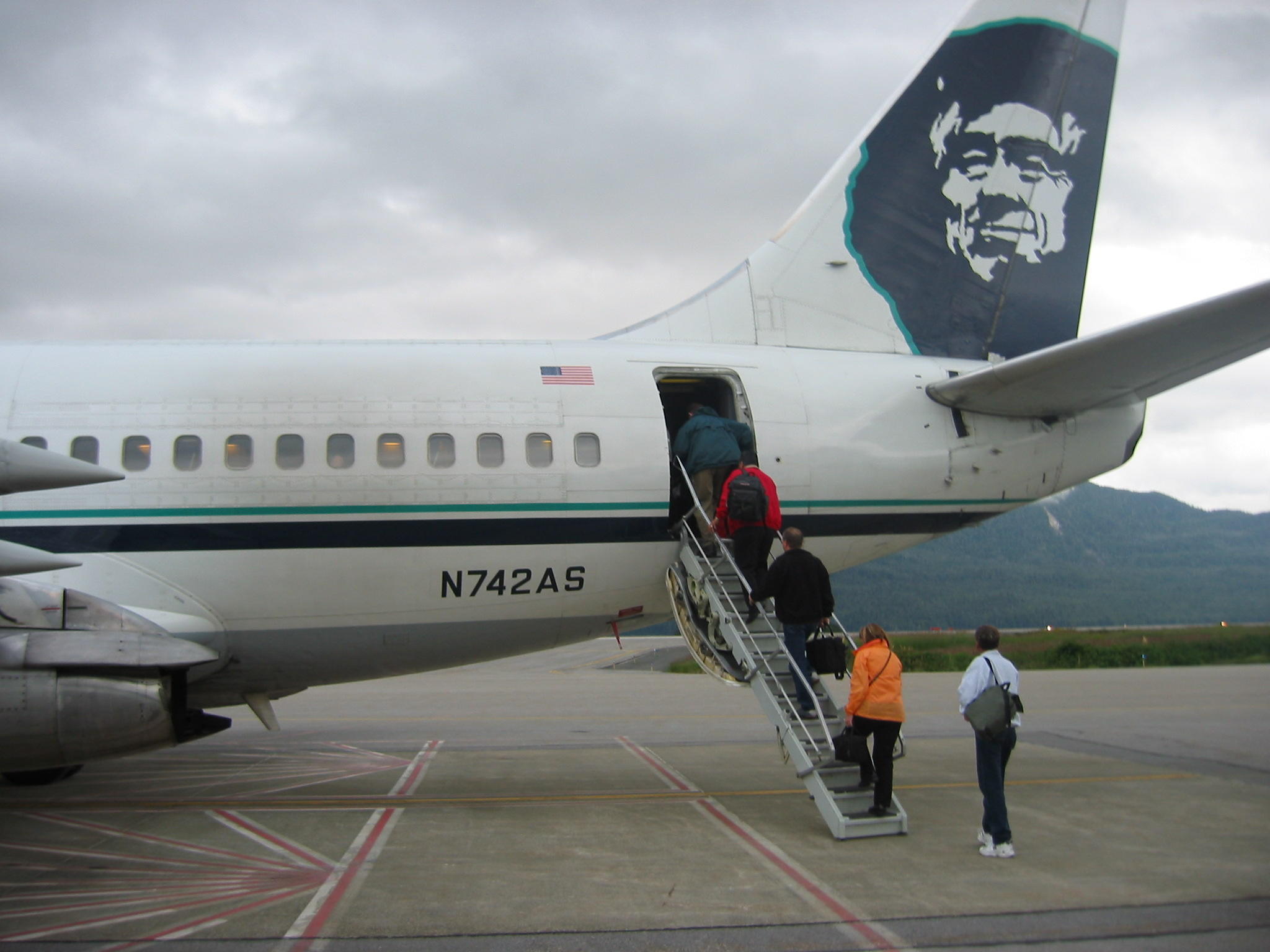
アラスカ航空のボーイング737(737-200)のコンビ機（退役済み）

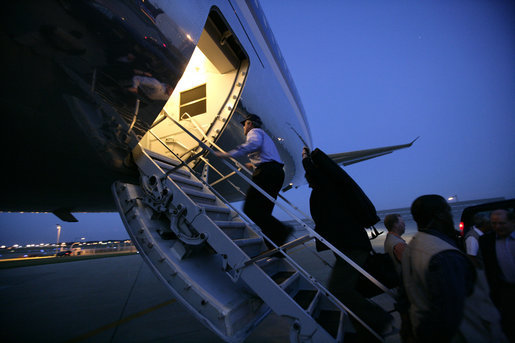
ジョージ・W・ブッシュ が VC-25にエアステアで搭乗している

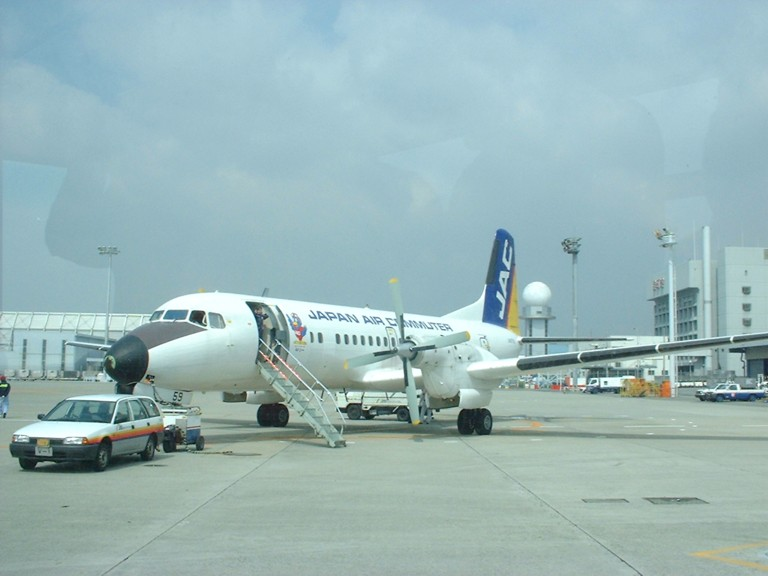
日本エアコミューターのYS-11（退役済み）

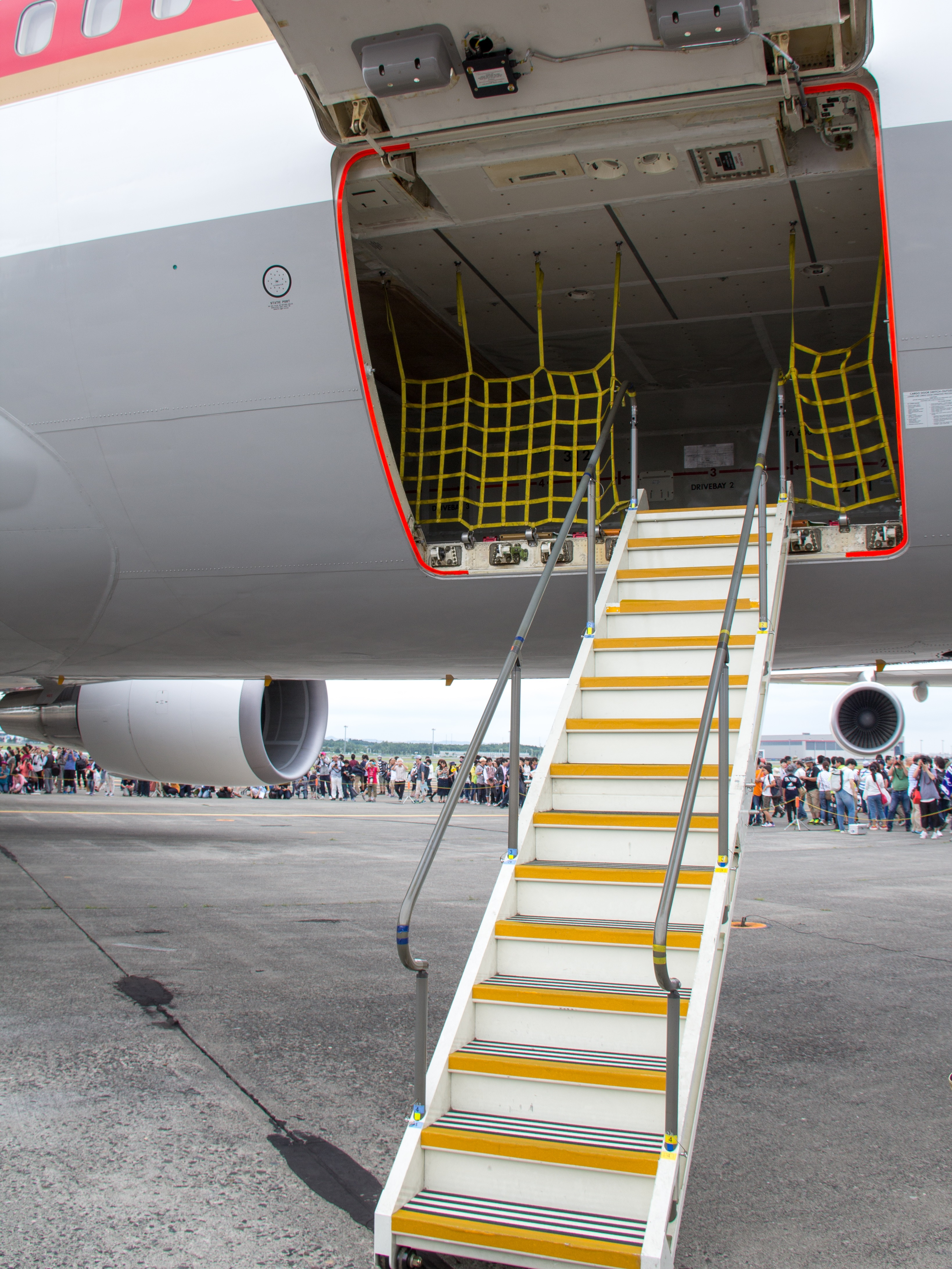
日本国政府専用機

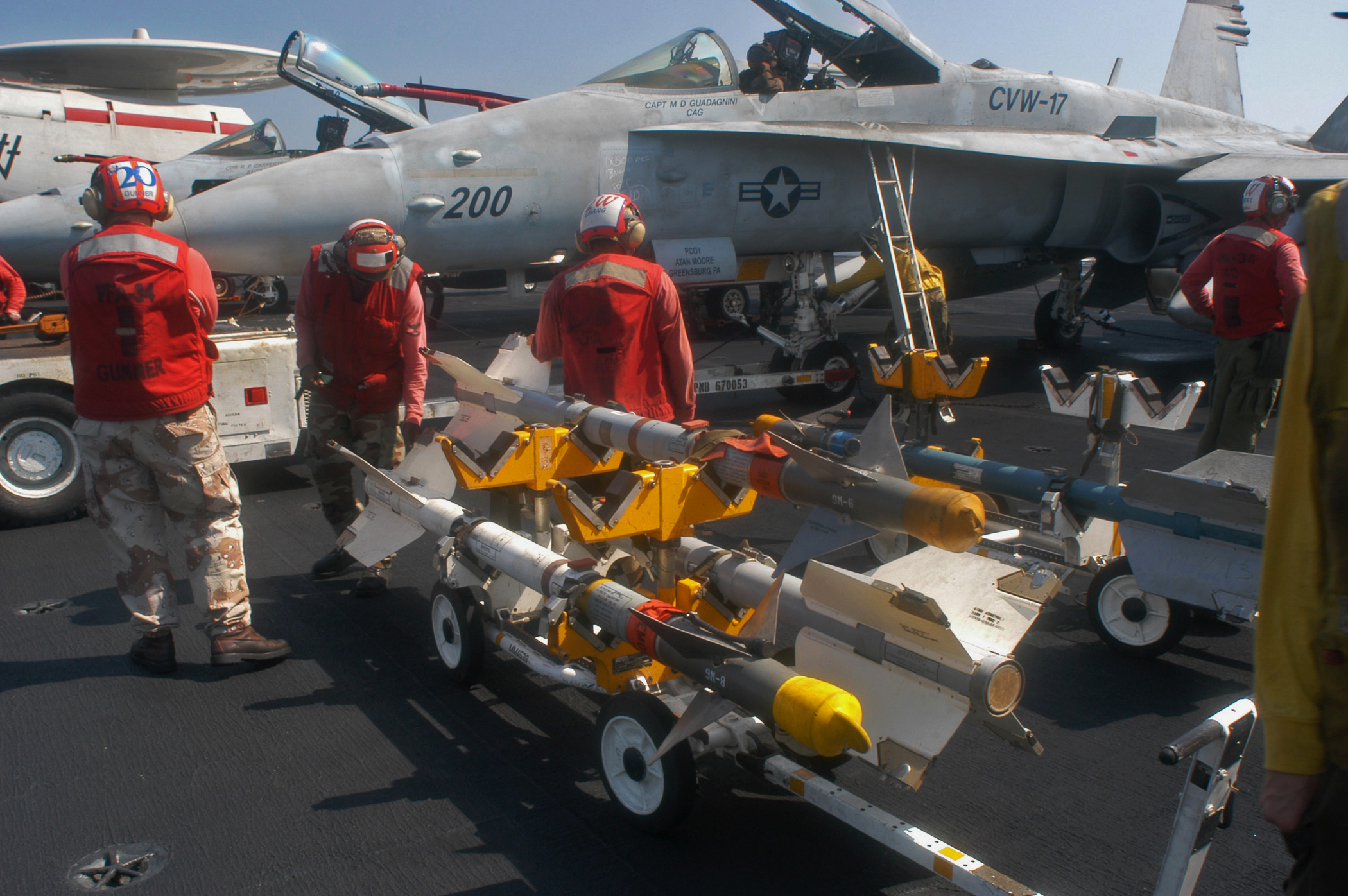
梯子型エアステアを下ろしているF/A-18

エアステア（英: Airstair）またはベントラル・ステア（英: ventral stair）は、乗客が航空機に搭乗するために使用する、航空機に格納された階段である。

## 概要
多くの場合、階段は折り畳み式で航空機の客室ドアに組み込まれている。
地上設備から独立したまま航空機から搭乗および降機する事ができ、乗客がタラップやボーディング・ブリッジを使わなくて済む。飛行場の地上設備が未整備だった旅客航空輸送の黎明期、あるいは近年でも地方空港や小型機専用空港において有用な装備である。
エアステアを搭載したもっとも初期の機体は「マーチン2-0-2」および「マーチン4-0-4」である。
また、「ダグラス DC-3」の一部はエアステアを後付した。
ボーディング・ブリッジの設置やタラップの配置による空港インフラの整備によって、エアステアの必要性は減少している。
ワイドボディ機は、ドアの位置がナローボディ機よりも地上より高い位置にあるため、ほとんどエアステアを採用していない。
例外として、ロッキード L-1011 トライスターは唯一ワイドボディ機で客室ドアにエアステアが備えられている。
他のワイドボディ機では、「VC-25」や「Il-86」が、客室にアクセスするためのエアステアを貨物室に備え付けられている。航空会社が特注した事例として、パシフィック・サウスウエスト航空が発注したL-1011 トライスターには、VC-25と同様に貨物室へ出入りできる小さなエアステアが左側に1箇所設けられていた。
D.B.クーパー事件でハイジャック犯は空中で機体から脱出するのにベントラル・ステアを使用した。
その後、飛行中にベントラル・ステアが展開されることを防止するため、「Cooper vanes」が設置された。
ボーイング727やマクドネル・ダグラス DC-9のようないくつかの航空機は、航空機が素早くターンアラウンド（折り返し便として出発）できるよう、乗客が航空機の前方から降機している間に、航空機の後方から機内整備ができるように設計された。
またエアステアは、地上設備なしでも航空機に政府要人が搭乗できるように、セキュリティ対策として使用される。

## デザイン
ボーイング727、マクドネル・ダグラス DC-9、マクドネル・ダグラス MD-80、マクドネル・ダグラス MD-90、BAC 1-11、Yak-40、Yak-42のようなリアエンジンの航空機のエアステアは、胴体後端の下部、機体の中心線に格納されている。このタイプのエアステアはベントラル・ステアとも呼称される（ventral = 腹部の意）。
Il-86は貨物室のポート・サイド（左側）に3個のエアステアが備え付けられている。乗客はここで貨物室に預ける荷物を直接やり取りする設計である。
乗客が降機するための階段がドア内部に組み込まれた最も一般的なエアステアは、ほとんどのビジネス航空機、リージョナルジェット機、およびその他の小型機でみられる。
フォッカー F28やVFW 614はこのデザインで普及した。
階段は実際にはドアの一部であり、ドア下端に設けられた蝶番を中心にドアを外側に開けて地面に振り下ろすと、ドア裏側がそのまま階段になっている。
航空機の床の高さが地上と近く、最も大きな問題の一つであるエアステアの組み立てに関するデザインのために、複雑であったり、重量がかさむことがないため、このデザインは効率的である。
他にも、比較的床の高さがある小型ジェット旅客機に普及しているタイプがある。
前方の客室ドア下に位置する床下に階段が折りたたんで収納されており、すぐに機体から展開される。
このタイプのエアステアは、ボーイング737、マクドネル・ダグラス DC-9、エアバスA320シリーズのような多くの短距離航空機でみられる。
しかしこのメカニズムはかなり重く、結果として多くの航空会社は航空機の重量を減らすため、このシステムを取り除いている。
ユニークなエアステアのデザインとして、737のコンビ機の後方ドアに使われた。
これは多くのビジネス機のように開くと振り下ろされる、クラムシェルドアから成り立っている。
しかし地面へ展開する階段は、ドアの曲線に沿って折りたたんで収納されている。
このシステムは損傷に非常に影響されやすく、面倒であった。そのためユーザは取り除いている。
最も珍しいエアステアのデザインはロッキード L-1011 トライスターでみられる。
エアステアが貨物室に保管され、右後方の客室ドアから、地面へアクセス可能である。
この設計は最終的に非常に大きく、重たかった。
また、ほとんど使用されず、貴重な貨物スペースを使用することになる。
YS-11にもエアステアが1基装備されており、形態としてはボーイング737等に近いが、エアステアはドア内側の床上に折りたたんだ状態で設置されておりプラグドアを外側にスライドして開けてから外部に向けて展開された。したがってこのドアを利用する場合は必ずエアステアを展開する必要がある。旅客専用型では左前のドアが、貨物旅客混載（コンビ）型では左後のドアがこのエアステアを装備する位置となっていた。ビッカース ヴァンガードも同様の床置型エアステアを装備できた。
軍用機、殊に戦闘機はコクピット容積も搭乗口も最小限サイズに圧縮されているため乗降性は劣悪で、タラップが一般に用いられる。しかしほとんどの機体は緊急用としてエアステアを備えている。最小限の重量容積に収めるため、一本棒にステップを設けたはしご型や、複数のステップを埋め込んであるものなど形態はさまざまである。ただしF/A-18はストレーキ下面のスペースを利用することでかなり大がかりなエアステアを装備しており、使用機会も多いようである。珍しいところではSu-34は、常用出入口はコクピット後下方の前脚収納スペースにあり、前脚の後側に取り付けられたエアステアを用いる。